# Gabinete de Australia
El Gabinete de Australia, oficialmente Gabinete de la Mancomunidad de Australia (en inglés: Cabinet of the Commonwealth of Australia), también conocido como Gabinete Federal, es el principal órgano decisorio del poder ejecutivo del gobierno federal de Australia. El gabinete es nombrado por el primer ministro de Australia y está compuesto por altos ministros del gobierno que dirigen los departamentos ejecutivos y ministerios del gobierno federal, esto incluye a menudo los ministros adjuntos y una serie de enviados especiales y otros asesores del gobierno. El gabinete es independiente del Departamento del Primer Ministro y del Gabinete.
Los ministros son nombrados por el gobernador general, con el asesoramiento del primer ministro, que es el jefe del Gabinete. Las reuniones del Gabinete son estrictamente privadas y se celebran una vez a la semana, en las que se debaten asuntos vitales y se formulan políticas. El Gabinete se compone también de una serie de comités centrados en la gobernanza y en cuestiones políticas específicas. Fuera del Gabinete hay un ministerio exterior y también una serie de ministros adjuntos (designados como secretarios parlamentarios en virtud de la Ministers of State Act 1952), responsables de un área política específica y que dependen directamente de un ministro superior de su cartera. El Gabinete, el ministerio exterior y los ministros adjuntos forman colectivamente el ministerio de la Mancomunidad del gobierno de turno.
Al igual que ocurre con el primer ministro de Australia, la Constitución del país no reconoce al Gabinete como entidad jurídica; de hecho, estas funciones existen únicamente por convención. Las decisiones del Gabinete no tienen en sí mismas fuerza legal. En su lugar, se reúne para funcionar como una «prefiguración» práctica de los asuntos del Consejo Ejecutivo Federal, que es, oficialmente (según la Constitución), el máximo órgano formal de gobierno de Australia, establecido por el capítulo II de la Constitución de Australia. En la práctica, el Consejo Ejecutivo Federal se reúne únicamente para refrendar y dar fuerza legal a las decisiones ya adoptadas por el Gabinete.
Todos los miembros del Gabinete son miembros del Consejo Ejecutivo Federal, mientras que el presidente nominal, el gobernador general, casi nunca asiste a las reuniones del Consejo Ejecutivo. Un alto miembro del Gabinete ocupa el cargo de vicepresidente del Consejo Ejecutivo y actúa como presidente del Consejo Ejecutivo en lugar del gobernador general.

## Función
En un contexto parlamentario, el Gabinete tiene escasas consecuencias procedimentales; su relación con el Parlamento es similar a la relación entre el ministerio en su conjunto y el Parlamento. Es fundamentalmente un mecanismo administrativo de ayuda al proceso de toma de decisiones del gobierno ejecutivo.

## Composición
Los miembros de la Cámara de Representantes y del Senado pueden ser ministros y secretarios parlamentarios. Un ministro no tiene por qué ser miembro de ninguna de las dos cámaras, pero el artículo 64 de la Constitución de Australia exige que el ministro se convierta en miembro en el plazo de tres meses. El primer ministro y el tesorero son tradicionalmente miembros de la Cámara de Representantes, pero la Constitución no establece tal requisito. Enmendada en 1987, la  Minister of State Act 1952 permite hasta 30 ministros. Como los miembros de una cámara no pueden hablar en la otra, los ministros de cada cámara actúan como representantes de sus colegas de la otra para responder a preguntas y otros procedimientos.
Desde diciembre de 2016, todos los gobiernos desde la federación han tenido senadores que ejercen de ministros. El Senado suele aportar entre un cuarto y un tercio del ministerio. Algunos antiguos senadores y otras personas han propuesto que los senadores no puedan ejercer de ministros, afirmando que hacerlo es inapropiado para los miembros de una cámara que actúa como cámara de los estados y cámara de revisión y porque los gobiernos sólo son responsables ante la Cámara de Representantes. John Uhr y el senador Baden Teague afirman que una ventaja de que los senadores desempeñen ministerios es que el Senado puede obligarles a responder a preguntas sobre el gobierno.
Desde la introducción del ministerio a dos niveles, a las reuniones del Gabinete sólo asisten los miembros, aunque otros ministros pueden asistir si en el orden del día figura un área de su cartera. Las reuniones del Gabinete están presididas por el primer ministro, y un alto funcionario está presente para redactar las actas y registrar las decisiones.
Desde 1942, todos los miembros del Gabinete han pertenecido al Partido Laborista Australiano, al Partido Liberal de Australia o al Partido Nacional de Australia.

## Composición actual
El gabinete actual está conformado en su totalidad por miembros del Partido Laborista, encabezado por el primer ministro Anthony Albanese.